# مايك وود (لاعب كرة قدم أمريكية)
مايك وود (بالإنجليزية: Mike Wood)‏ هو لاعب كرة قدم أمريكية أمريكي، ولد في 3 سبتمبر 1954 في كيركوود في الولايات المتحدة.

## وصلات خارجية
- مايك وود على موقع مرجع كرة القدم المحترفة.كوم (الإنجليزية)
- مايك وود على موقع JustSportsStats.com (الإنجليزية)